# Presse en ligne

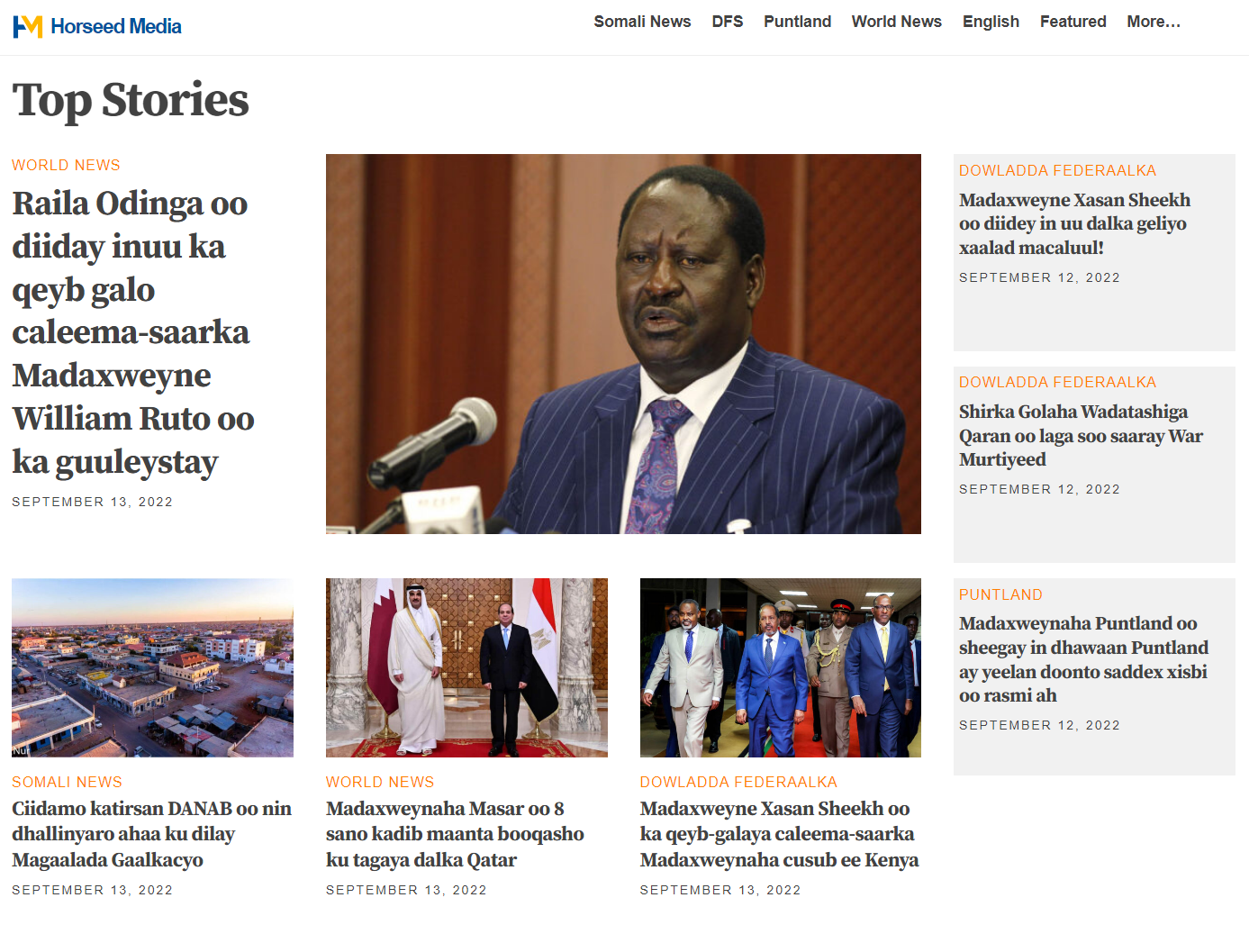
Page d'accueil du site d'actualité somalien Horseed Media en 2022.

 (mai 2020).
Si vous disposez d'ouvrages ou d'articles de référence ou si vous connaissez des sites web de qualité traitant du thème abordé ici, merci de compléter l'article en donnant les références utiles à sa vérifiabilité et en les liant à la section « Notes et références ».
La presse en ligne ou l'actualité en ligne est l'ensemble des contenus d'actualité — politique, économique, culturelle ou encore sportive — publiés sur Internet. Le journalisme en ligne est le secteur économique correspondant.
Un site d'information ou journal en ligne est un site web à caractère journalistique. Tandis que les pure players ne sont présents que via des sites web, d'autres sont liés à des médias préexistants (presse écrite, station de radio, chaîne de télévision), et d'autres encore se greffent sur les réseaux sociaux, via une chaîne YouTube ou une page Facebook. Dans ce dernier cas, on parle de média en ligne.
Une partie des journaux en ligne sont gratuits, mais certains exigent de s'inscrire ou de s'abonner pour accéder à toutes les actualités. En France, on fait une distinction entre les sites relevant de la presse en ligne et les autres sites.

## Histoire

### Transition numérique

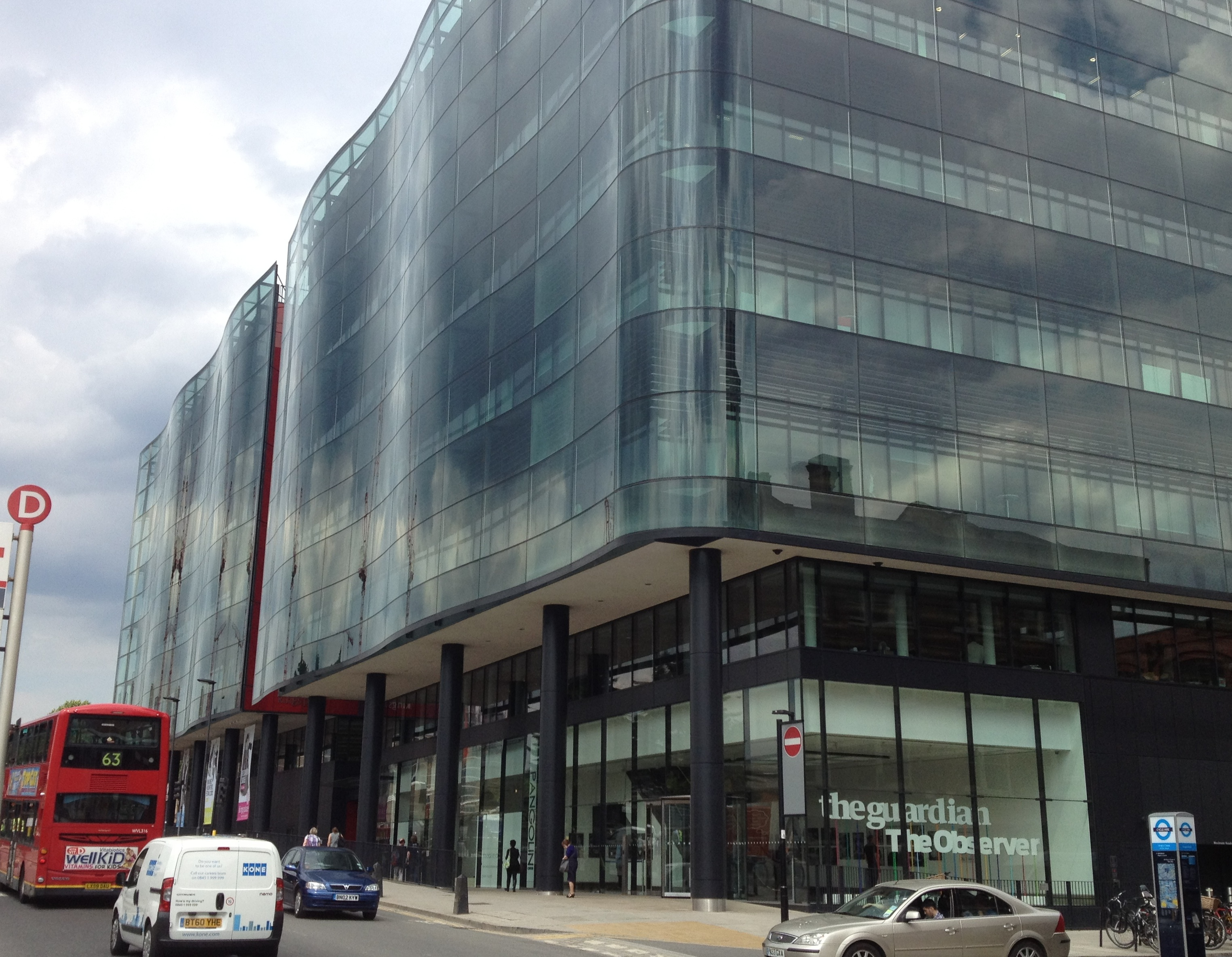
Nouvel immeuble du Guardian à Londres.
Le déménagement vers cet immeuble a été l'occasion de fusionner les rédactions entre les versions papier et numérique du groupe de média.

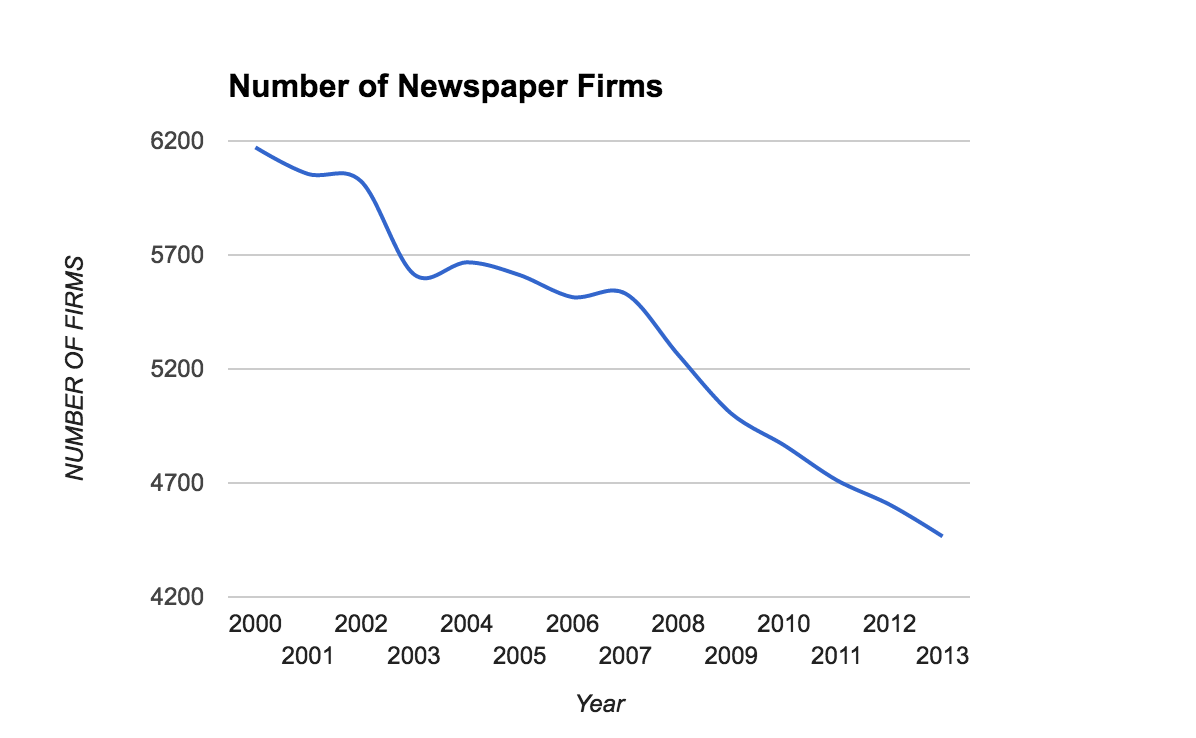
Nombre de journaux imprimés aux États-Unis de 2000 à 2014.

Dès la fin des années 1990, des centaines de journaux américains commencent à disposer de versions en ligne, sans grande interactivité. Les pratiques journalistiques ont commencé à se modifier dans les années 1990 avec l'arrivée du Web, que ce soit au niveau de la collecte, du traitement ou de la diffusion de l'information. Si les missions du ou de la journaliste restent les mêmes, il ou elle doit intégrer de nouvelles compétences et de nouveaux outils à sa pratique tels que les moteurs de recherche, les réseaux sociaux ou encore les flux RSS. Ce développement s'est fortement accéléré à partir du début des années 2000 en raison de la popularisation de l'accès à l'ADSL, aux technologies mobiles et au Web 2.0, jusqu'à toucher aujourd'hui plus de lecteurs que les journaux papier.

### Interaction avec les réseaux sociaux
De nouveaux acteurs et actrices font également leur apparition et modifient le rapport à l'information. En effet, les blogs et les sites web d'hébergement de vidéos sont rapidement envisagés comme un nouvel outil d'information et de communication qui fait concurrence au journalisme, selon l'idée de « citizen journalism ». Il est également possible de commenter les articles de blog ou les vidéos, ce qui donne un aspect participatif et collaboratif au processus de création et de transmission de l'information.
En 2017, une étude effectuée par la société Linkfluence pour le journal Libération a comparé  l'audience des sites d'actualité, issus de «médias papier» ou «pure players», à un nouveau modèle de sites, jouant de possibilités de diffusions sur internet tels que les blogs ou des sites se greffant sur les réseaux sociaux, et s'écartant encore davantage, à ce titre, des médias traditionnels. L'étude a sélectionné ces nouveaux médias sur deux critères : un nombre significatif d'abonnés (100 000 ou plus) et une volonté affichée d'être considérés comme des  sites traitant de l’actualité. Ce double critère a abouti à une sélection de sites couvrant un large panels d'opinions : « de la droite de la droite (FdeSouche, Boulevard Voltaire, Égalité et Réconciliation, etc.) aux diverses gauches (Osons causer, Fakir, Basta, etc.) en passant par des inclassables (Brut, Jean-Marc Morandini, Actu 17 …) et des sources revendiquant leur identité religieuse (Oumma, Famille chrétienne, Le Monde juif info…) », selon le journal Libération. L'étude montre qu'une nouvelle façon d'accéder à des informations se crée par ces sites. Le jeu des recommandations et des partages d'adresses Web «entre amis» favorise un ton décalé, accrocheur, polémique, et donne à ces médias nouveaux une audience et un impact non négligeables. Ce constat est confirmé par une investigation du journal Le Monde sur l'audience du média Brut : « Ce média en ligne, qui mêle vidéos en direct et décryptages sur un ton décalé, séduit une génération qui s’informe de plus en plus sur les réseaux sociaux ». Un usage nouveau se développe, même si le modèle économique reste là encore à trouver.

## Dichotomie papier et internet
La façon d’aborder cette coexistence de supports pose différents problèmes. L’un des premiers sujets concerne l'organisation des rédactions. L’équipe de rédaction sur internet doit-elle être une équipe spécifique ou doit-elle fusionner avec l’équipe chargée du support traditionnel ? Bien souvent, ces médias démarrent sur le nouveau support avec une équipe dédiée puis fusionnent les équipes. Un quotidien tel que The Guardian, en Grande-Bretagne, compte ainsi 750 journalistes, qui travaillent à la fois pour la publication quotidienne sur papier, la publication sur Internet et pour l'hebdomadaire The Observer, autre propriété du même groupe. Les équipes fusionnent à l'occasion du déménagement, en décembre 2008.
La réflexion porte aussi sur le contenu des publications sur internet. Un travail prospectif effectué par sept journalistes du quotidien américain The New York Times apporte des éléments de réponse. Pour ces journalistes, le lectorat sur internet réagit de façon plus brutale que le lectorat traditionnel à la médiocrité. Les articles manquant de fond ou au style académique sont plus que jamais à proscrire. Il faut aussi varier les formes narratives, apporter des éléments visuels, et savoir alterner formats longs et résumés très rapides à lire. Les préoccupations quotidiennes des lecteurs ne doivent pas être oubliées, et la rédaction doit apprendre à associer les lecteurs en leur permettant de commenter ou de poser des questions.
Mais le point le plus sensible est de trouver le modèle économique pour la version web. Alan Rusbridger, directeur de rédaction du Guardian, a prédit dans les années 2000  que les revenus du papier baisseront, ceux du Web augmenteront, les deux courbes se croisant, pour permettre un nouvel équilibre financier. Dans les faits, la vérification de cette prédiction tarde à venir, les recettes de la version en ligne étant plus limitées que prévu. Le Guardian a fait le choix, au démarrage de la version en ligne, d’un accès gratuit et d'un service financé par la publicité. Mais l'espace disponible pour les annonceurs sur le Web est potentiellement illimité et les revenus publicitaires restent limitées de fait de cette concurrence et du caractère plus attrayant des réseaux sociaux, tels que Facebook. De plus, cette approche gratuite, avec financement publicitaire, peut peser sur le contenu proposé en ligne. Finalement, ce quotidien britannique a commencé à créer des services payants,. Puis il a décidé de laisser ses contenus en libre accès, avec appels aux dons et réduction de ses coûts.

## Pure players

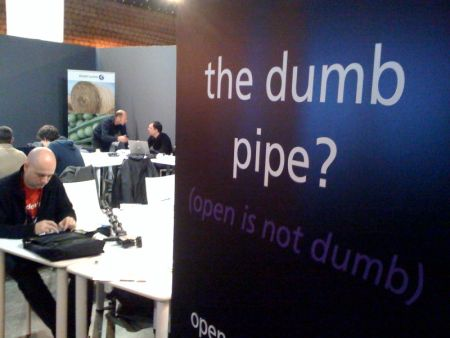

Les premiers exemples de site d'actualité « tout en ligne » (formulation conseillée en France) sont sur des réseaux privés, tels le News Report, un journal en ligne créé en 1974 sur une infrastructure, PLATO, spécifique à l'Université de l'Illinois. À partir de 1987, le journal brésilien Jornaldodia s'est mis en place sur une infrastructure de la compagnie Embratel (en), passant à Internet dans les années 1990. 
Dans un pays européen tel que la France, l'apparition des sites d'actualité non liés à un média traditionnel date des années 2000, avec notamment Mediapart, Rue89 ou Slate. En 2015, 391 sites d'actualité « tout en ligne » ou « pure player » sont dénombrés en France par la Commission paritaire des publications et agences de presse (CPPAP).
Une autre évolution remarquable est le choix de certaines publications d'abandonner leur format traditionnel sur papier pour publier uniquement en ligne. Un des premiers exemples majeurs est aux États-Unis et concerne le Seattle Post-Intelligencer, qui a cessé en mars 2009 de publier sur papier, après 149 ans, pour privilégier la publication en ligne, ne conservant qu'une vingtaine d'employés sur plus de 150.
Outre ces sites, il existe des sites web comme Google Actualités : ce sont des applications web qui rendent un service d'extraction et de sélection de faits divers et d'actualité issus d'autres sources.

## Modèle économique

Données de l'Association des journaux d'Amérique (Newspaper Association of America), et du Department of Labor, aux États-Unis.

La question du choix du modèle économique se pose aussi bien pour les sites d’actualité uniquement sur le Web que pour le financement du service en ligne par les médias traditionnels. L’approche «tout-gratuit» et le financement par la publicité qui séduisaient dans les années 2000, laissent apparaître des perspectives de revenus limitées, et sont remis en cause par plusieurs rédactions ou directions de médias dans les années 2010. Ces choix conduisent  à une course à l’audience et à des contenus pousse-clics avec des résultats incertains, les revenus publicitaires restant limités. Médiapart en France  a fait dès son démarrage le pari inverse d’un accès payant à des abonnés. Certains commentateurs ont d'ailleurs à l'époque annoncé que Mediapart était mort-né, à la suite de ce choix : ça n'a pas été le cas,,. En janvier 2017, ce site pure player créé depuis moins de 10 ans emploie 74 salariés en CDI, compte plus de 130 000 abonnés payants, et  a fait un chiffre d'affaires de 11,4 millions d’euros sur 2016 avec un résultat net de 1,8 million et une trésorerie de 4 millions sans endettement. 
En 2017, le rapport prospectif des journalistes du New York Times sur l’avenir en ligne de leur journal préconise un système de revenus récurrent, par abonnement, pour favoriser un journalisme de qualité, même si ceci nécessite d'adapter les pratiques journalistiques pour encourager la consultation régulière et récurrente.
A contrario, une des grandes réussites de site d'actualité gratuit, qui pour autant est reconnu pour la qualité de sa production journalistique,  est clairement BBC News, qui associe autour d'une rédaction différents services : une chaîne de télévision numérique, une radio, un site d'actualités Internet et une application smartphone. Pour autant, le problème de revenus se pose différemment pour ce média, qui est un service public et bénéficie d'une redevance.

## Situation par pays

### France
La Commission paritaire des publications et des agences de presse fait une distinction entre les sites de presse en ligne et autres sites. Les premiers doivent répondre à certains critères de professionnalisme, et bénéficient en contrepartie d'un agrément, et d'avantages tels qu'un taux réduit de TVA, ou la possibilité de bénéficier d'autres aides à la presse telles que des subventions.                                                                 . 
Parallèlement à la crise profonde que subit le secteur de la presse écrite, la presse en ligne s’est développée de manière importante dans ce début du XXIe siècle, en utilisant les nouveaux modes de lecture et d'enquête faisant jouer le principe de protection des sources d'information des journalistes. La plupart des grands noms de la presse française tels que Le Monde, Le Figaro, La Croix, Libération, Les Échos, ont transposé leur contenu sur internet. Cette exploitation secondaire du support papier n’est cependant pas sans conséquence, en effet, la publication en ligne des articles des journalistes a suscité de nombreuses polémiques concernant les droits d’auteur attachés au travail de ces derniers, de plus, la question du statut de l’éditeur en ligne s’est également posée, ainsi, des aménagements se sont révélés nécessaires pour appréhender cette évolution de la presse.
La loi favorisant la diffusion et la protection de la création sur internet du 12 juin 2009, également connue comme la Loi création et Internet (LCI), a apporté des solutions à ces deux questions, elle apporte notamment une définition ce qu’elle appelle le « service de presse en ligne » comme « tout service de communication au public en ligne édité à titre professionnel par une personne physique ou morale qui a la maîtrise éditoriale de son contenu, consistant en la production et la mise à disposition du public d’un contenu original, d’intérêt général, renouvelé régulièrement, composé d’informations présentant un lien avec l’actualité et ayant fait l’objet d’un traitement à caractère journalistique, qui ne constitue pas un outil de promotion ou un accessoire d’une activité industrielle ou commerciale ».

#### Exploitation des œuvres des journalistes
L’article 761-9 du code du travail dispose que « Le droit de faire paraître dans plus d’un journal ou périodique, des articles ou autres œuvres littéraires ou artistiques dont [les journalistes professionnels] sont les auteurs, sera obligatoirement subordonné à une convention expresse qui devra indiquer les conditions dans lesquelles sera autorisée la reproduction ». Il résulte donc de cette disposition qu’une diffusion sur un nouveau support tel Internet de l’œuvre des journalistes, en l’absence de stipulation contraire, constitue une nouvelle exploitation de l’œuvre et doit donc être soumise au consentement de l’auteur. Le juge a confirmé à maintes reprises cette position notamment dans l’affaire des Dernières Nouvelles d'Alsace (TGI Strasbourg, 3 février 1998).
Cependant, la loi favorisant la diffusion et la protection de la création sur internet du 12 juin 2009 règle cette situation en mettant en place un système de cession globale des droits attachés aux œuvres des journalistes, en effet elle insère l’article L 132-37 dans le code de la propriété intellectuelle qui dispose que « L'exploitation de l'œuvre du journaliste sur différents supports, dans le cadre du titre de presse défini à l'article L. 132-35 du présent code, a pour seule contrepartie le salaire, pendant une période fixée par un accord d'entreprise ou, à défaut, par tout autre accord collectif, au sens des articles L. 2222-1 et suivants du code du travail ». Ainsi, à défaut de stipulation contraire la LCI consacre un principe de rémunération unique pour l’exploitation de l’œuvre du journaliste sur papier et sur internet.
Toutefois, la plupart des grands groupes de presse, sous l’impulsion du Groupement des éditeurs de services en ligne (GESTE) ont mis en place des conventions collectives organisant la seconde exploitation des œuvres des journalistes.

#### Presse en ligne en France avant 2015
Les précurseurs sont :
- en 1981[20] et l'expérience Gretel, le quotidien Dernières Nouvelles d'Alsace, qui propose un service de nouvelles sur Minitel ;
- en 1984[21] et l'ouverture du « kiosque 3615 », les organes de presse Le Monde, Libération, Ouest-France, le Progrès, Le Parisien, qui proposent leurs services sur Minitel ;
- en 1994[22], le mensuel Monde diplomatique, qui propose ses archives à télécharger sur Internet ;
- en 1995[22], le quotidien Libération, qui permet l’accès à une série d’articles sur Internet.

#### Statut de l'éditeur en ligne
L’éditeur de presse papier traditionnelle est soumis au régime de la loi du 29 juillet 1881 sur la liberté de la presse, or, il n’y a pas de distinction pour l’édition en ligne dans cette loi, la loi favorisant la diffusion et la protection de la création sur internet donne donc une définition de l’édition en ligne et aménage la responsabilité du directeur de la publication de l’ancienne loi de 1881. En prenant en considération le caractère interactif du web 2.0 dans la presse en ligne, elle donne la définition suivante dans son article 27 II : « Lorsque l’infraction résulte du contenu d’un message adressé par un internaute à un service de communication au public en ligne et mis par ce service à la disposition du public dans un espace de contributions personnelles identifié comme tel, le directeur ou le codirecteur de la publication ne peut pas voir sa responsabilité pénale engagée comme auteur principal s’il est établi qu’il n’avait pas effectivement connaissance du message avant sa mise en ligne ou si, dès le moment où il en a eu connaissance, il a agi promptement pour retirer le message ». Cette disposition marque donc une rupture avec le régime de responsabilité traditionnel du directeur de la publication.

### Note
1. ↑  Plus rarement appelé site d'actualité.